# Hilda Solisová
Hilda L. Solisová, rodným jménem Hilda Lucia Solis (* 20. října 1957 Los Angeles) je americká politička, v letech 2009–2013 ministryně práce Obamova kabinetu a v období 2001–2009 kongresmanka Sněmovny reprezentantů za stát Kalifornie.
V roce 2000 se jí po dlouhé době podařilo získat nominaci proti dlouholetému kongresmanovi Matthew G. Martínezovi. V Kongresu se věnovala zejména oblastem práce, sociálních věcí a životního prostředí.
V prosinci 2008 oznámil Barack Obama, že Solisovou nominuje na post ministryně práce ve své vládě.